# 杭州市临安区吴越文化博物馆
30°13′38.17″N 119°43′31.44″E / 30.2272694°N 119.7254000°E
杭州市临安区吴越文化博物馆又名杭州市临安区博物馆，是中华人民共和国浙江省杭州市临安区境内的一家博物馆。博物馆位于锦城街道天目路800号，功臣山下，建筑由普利兹克奖获得者王澍设计，占地面积2.5万平方米，2019年1月28日开馆。博物馆以收藏和展示吴越国文物为特色，至2019年共收藏有文物4000余件，其中包括以越窑青釉褐彩云纹熏炉为代表的国家一级文物51件。

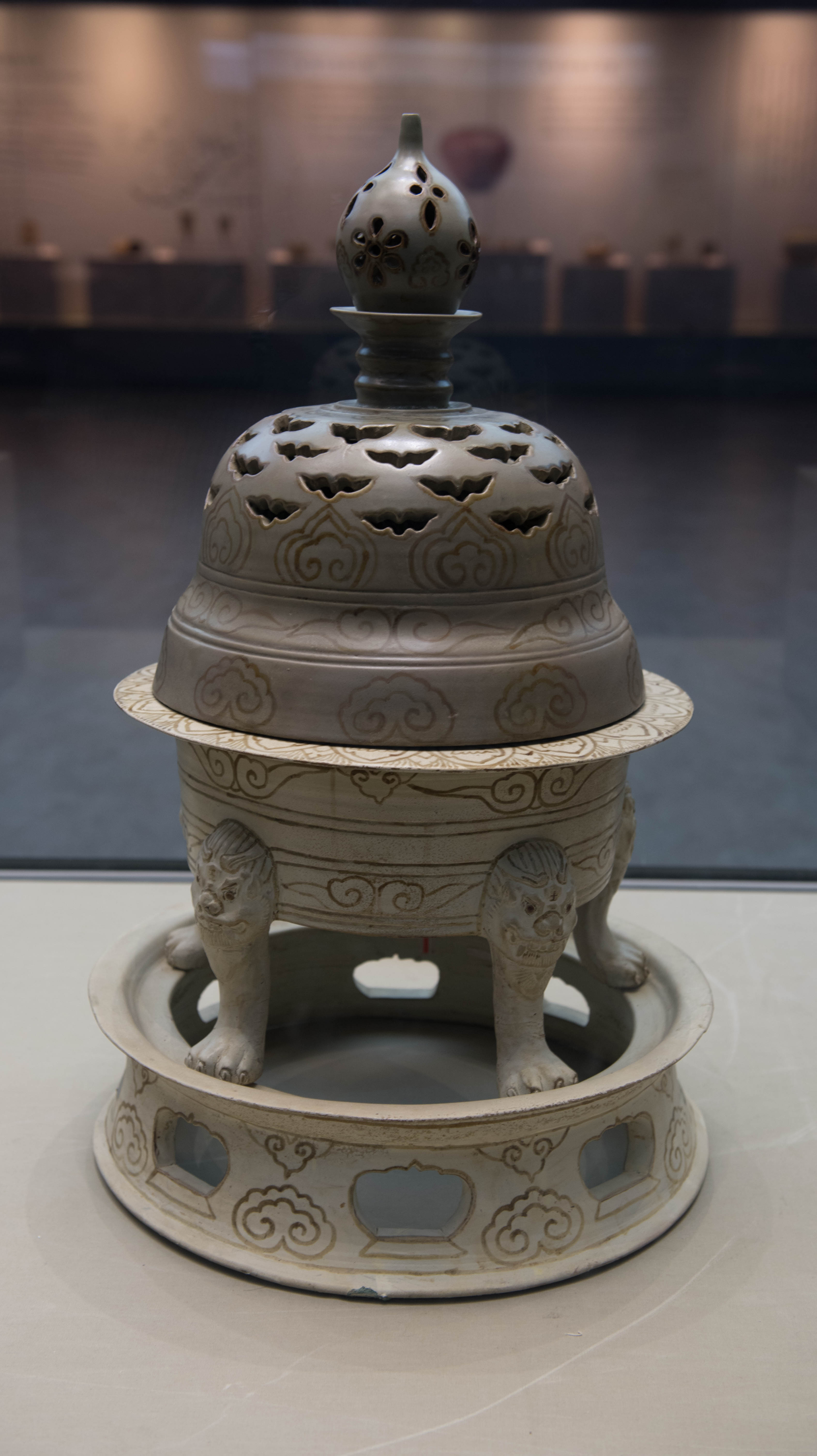
水邱氏墓出土祕色瓷褐彩雲紋熏爐
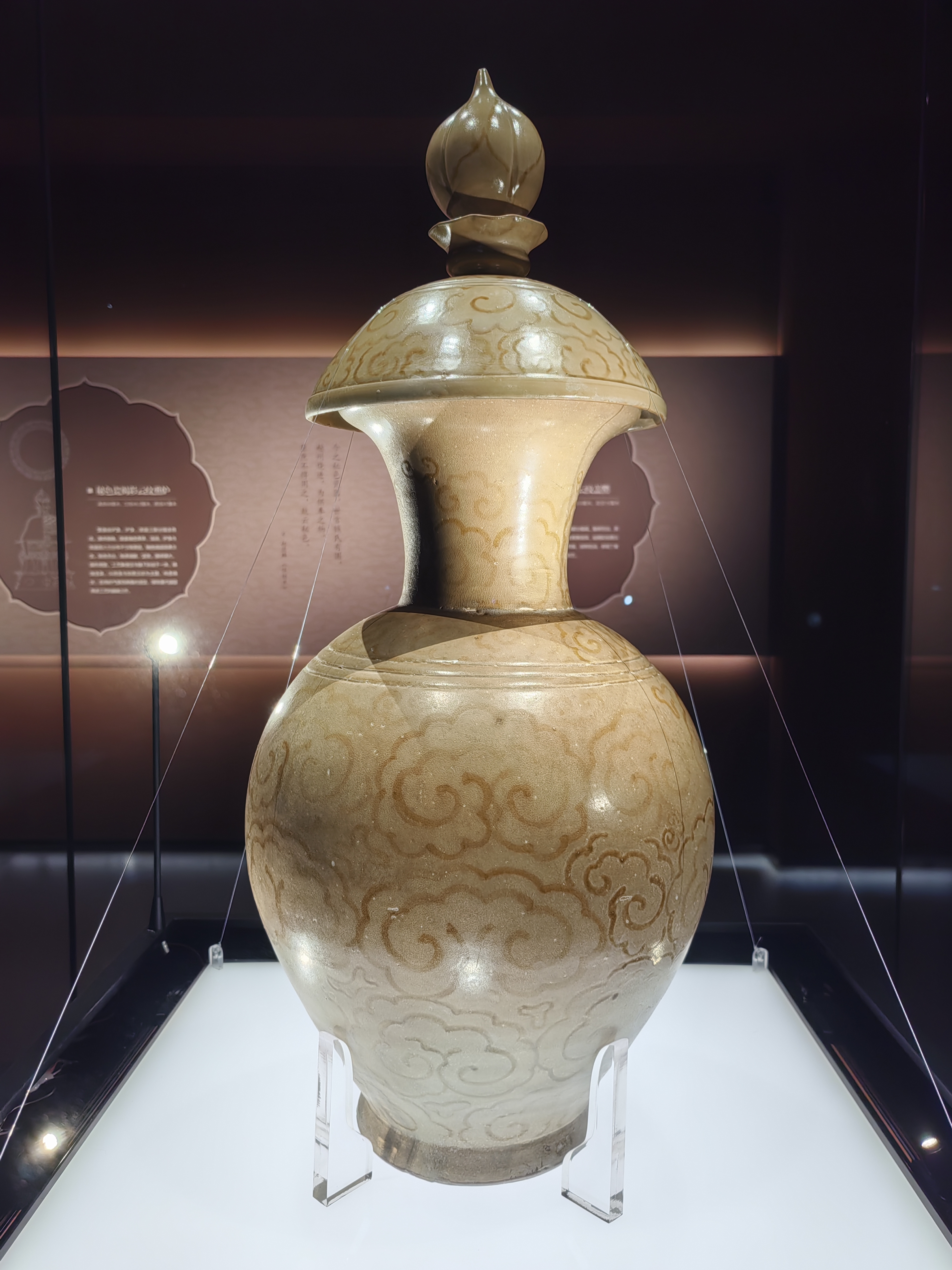
水邱氏墓出土祕色瓷褐彩雲紋蓋罌
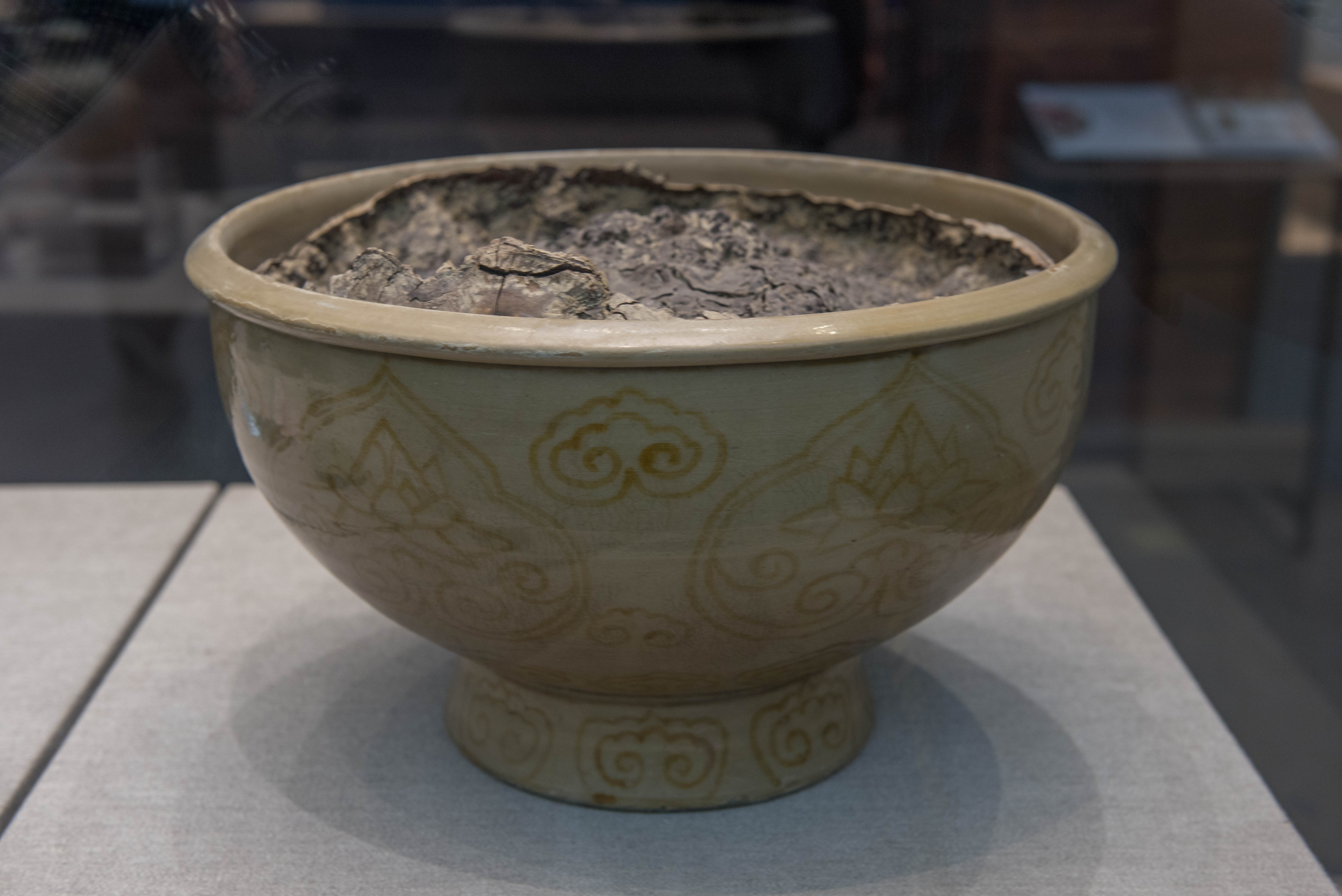
水邱氏墓出土祕色瓷褐彩雲紋油燈